# Liste der Orte in Victoria (Australien)
Dies ist eine Liste der Vororte und Orte von Melbourne und des australischen Bundesstaats Victoria mit ihrem jeweils zugehörigen Postcode (Einige Vororte teilen den gleichen Postcode). Alle Postcodes Victorias beginnen mit '3'.

## Greater Melbourne

### Inner City

#### City of Melbourne
- Carlton 3053
- Carlton North 3054
- Docklands 3008
- Flemington 3031
- Melbourne 3000
- North Melbourne 3051
- Port Melbourne 3207
- Parkville 3052
- Southbank 3006
- University of Melbourne 3010
- West Melbourne 3003
- World Trade Centre 3005

#### City of Port Phillip
- Albert Park 3206
- Balaclava 3183
- Beacon Cove 3207
- Elwood 3184
- Garden City 3207
- Middle Park 3206
- Port Melbourne 3207
- Ripponlea 3185
- St Kilda 3182
- St Kilda East 3183
- St Kilda Road 3004
- St Kilda West 3182
- St Kilda South 3182
- South Melbourne 3205
- Windsor 3181

#### City of Yarra
- Abbotsford 3067
- Burnley 3121
- Clifton Hill 3068
- Collingwood 3066
- Cremorne 3121
- Fitzroy 3065
- Fitzroy North 3068
- Richmond 3121

### Nordvororte

#### City of Banyule
- Bundoora 3083
- Eaglemont 3084
- Greensborough 3088
- Heidelberg 3084
- Heidelberg Heights 3081
- Heidelberg West 3081
- Ivanhoe 3079
- Ivanhoe East 3079
- Lower Plenty 3093
- MacLeod 3085
- Montmorency 3094
- Rosanna 3084
- Viewbank 3084
- Watsonia 3087
- Watsonia North 3087
- Yallambie 3085

#### City of Darebin
- Alphington 3078
- Fairfield 3078
- Kingsbury 3083
- Northcote 3070
- Preston 3072
- Reservoir 3073
- Thornbury 3071

#### City of Hume
- Attwood 3049
- Broadmeadows 3047
- Bulla 3428
- Campbellfield 3061
- Craigieburn 3064
- Coolaroo 3048
- Greenvale 3059
- Keilor (auch City of Brimbank) 3036
- Meadow Heights 3048
- Melbourne Airport 3045
- Mickleham 3064
- Oaklands Junction 3063
- Roxburgh Park 3064
- Somerton 3062
- Sunbury 3429
- Tullamarine 3043
- Westmeadows 3049
- Yuroke 3063

#### City of Moonee Valley
- Airport West 3042
- Ascot Vale 3032
- Avondale Heights 3034
- Essendon 3040
- Essendon North 3041
- Essendon West 3040
- Keilor East 3033
- Moonee Ponds 3039
- Niddrie 3042
- Strathmore 3041
- Strathmore Heights 3041

#### City of Merri-bek
- Brunswick 3056
- Brunswick East 3057
- Brunswick West 3055
- Coburg 3058
- Coburg North 3058
- Fawkner 3060
- Glenroy 3046
- Gowanbrae 3043
- Oak Park 3046
- Pascoe Vale 3044
- Pascoe Vale South 3044

#### Shire of Nillumbik
- Christmas Hills 3775
- Cottles Bridge 3099
- Diamond Creek 3089
- Eltham 3095
- Eltham North 3095
- Hurstbridge 3099
- Kangaroo Ground 3097
- Nutfield 3099
- Panton Hill 3759
- Plenty 3090
- Research 3095
- Smiths Gully 3760
- St Andrews 3761
- North Warrandyte 3113
- Watsons Creek 3097
- Wattle Glen 3096
- Yarrambat 3091

#### City of Whittlesea
- Doreen 3754
- Eden Park 3757
- Epping 3076
- Lalor 3075
- Mernda 3754
- Mill Park 3082
- South Morang 3752
- Thomastown 3074
- Whittlesea 3757
- Wollert 3750
- Yan Yean 3755

### Nordöstliche Vororte

#### City of Boroondara
- Ashburton 3147
- Ashwood 3147
- Balwyn 3103
- Balwyn North 3104
- Bulleen 3105
- Camberwell 3124
- Canterbury 3126
- Deepdene 3103
- Glen Iris (auch City of Stonnington) 3146
- Hawthorn 3122
- Hawthorn East 3123
- Kew 3101
- Kew East 3102
- Surrey Hills 3127

#### City of Knox
- Bayswater 3153
- Bayswater North 3153
- Boronia 3155
- Ferntree Gully 3156
- Knoxfield 3180
- Lysterfield 3156
- Rowville 3178
- Scoresby 3179
- The Basin 3154
- Wantirna 3152
- Wantirna South 3152

#### City of Manningham
- Doncaster 3108
- Doncaster East 3109
- Donvale 3111
- Park Orchards 3114
- Templestowe 3106
- Templestowe Lower 3107
- Warrandyte 3113
- Warrandyte South 3134
- Wonga Park 3115

#### City of Maroondah
- Croydon 3136
- Croydon Hills 3136
- Croydon North 3136
- Croydon South 3136
- Heathmont 3135
- Kilsyth South 3137
- Ringwood 3134
- Ringwood East 3135
- Ringwood North 3134
- Warranwood 3134

#### City of Monash
- Chadstone 3148
- Clayton 3168
- Glen Waverley 3150
- Hughesdale 3166
- Huntingdale 3166
- Monash University 3800
- Mount Waverley 3149
- Mulgrave 3170
- Notting Hill 3168
- Oakleigh 3166
- Oakleigh East 3166
- Oakleigh South 3167
- Wheelers Hill 3150

#### City of Whitehorse
- Blackburn 3130
- Blackburn North 3130
- Blackburn South 3130
- Box Hill 3128
- Box Hill North 3129
- Box Hill South 3128
- Burwood 3125
- Burwood East 3151
- Forest Hill 3131
- Mitcham 3132
- Mont Albert 3127
- Nunawading 3131
- Vermont 3133
- Vermont South 3133

#### Shire of Yarra Ranges
- Badger Creek 3777
- Belgrave 3160
- Belgrave Heights 3160
- Belgrave South 3160
- Chirnside Park 3116
- Chum Creek 3777
- Coldstream 3770
- Dixons Creek 3775
- Don Valley 3139
- East Warburton 3799
- Ferny Creek 3786
- Gruyere 3770
- Healesville 3777
- Kallista 3791
- Kalorama 3766
- Kilsyth 3137
- Launching Place 3139
- Lilydale 3140
- Macclesfield 3782
- Menzies Creek 3159
- Millgrove 3799
- Monbulk 3793
- Montrose 3765
- Mooroolbark 3138
- Mount Dandenong 3767
- Mount Evelyn 3796
- Olinda 3432
- Sassafras 3787
- Selby 3159
- Seville 3139
- Seville East 3139
- Sherbrooke 3789
- Silvan 3795
- Tecoma 3160
- The Patch 3792
- Tremont 3785
- Upper Ferntree Gully 3156
- Upwey 3158
- Wandin East 3139
- Wandin North 3139
- Warburton 3799
- Wesburn 3799
- Woori Yallock 3139
- Yarra Glen 3775
- Yarra Junction 3797
- Yellingbo 3139
- Yering 3770

### Südöstliche Vororte

#### City of Bayside
- Beaumaris 3193
- Black Rock 3193
- Brighton 3186
- Brighton East 3187
- Cheltenham (Shared with City of Kingston) 3192
- Hampton 3188
- Highett 3190
- Sandringham 3191

#### Shire of Cardinia
- Emerald 3782
- Koo Wee Rup
- Officer 3809
- Officer South 3809
- Pakenham 3810
- Pakenham South 3810
- Pakenham Upper 3810

#### City of Casey
- Berwick 3806
- Cannons Creek 3977
- Clyde 3978
- Clyde North 3978
- Cranbourne 3977
- Cranbourne East 3977
- Cranbourne North 3977
- Cranbourne South 3977
- Cranbourne West 3977
- Doveton 3177
- Endeavour Hills 3802
- Five Ways 3977
- Hallam 3803
- Hampton Park 3976
- Harkaway 3806
- Lynbrook 3975
- Lysterfield South 3156
- Narre Warren 3805
- Narre Warren East 3804
- Narre Warren North 3804
- Narre Warren South 3805
- Pearcedale 3912
- Tooradin 3980
- Warneet 3980

#### City of Greater Dandenong
- Bangholme 3175
- Dandenong 3175
- Dandenong East 3175
- Dandenong North 3175
- Dandenong South 3175
- Keysborough 3173
- Lyndhurst 3975
- Noble Park 3174
- Noble Park East 3174
- Noble Park North 3174
- Springvale 3171
- Springvale South 3172

#### City of Frankston
- Carrum Downs 3201
- Frankston 3199
- Frankston North 3200
- Frankston South 3199
- Langwarrin 3910
- Skye 3977

#### City of Glen Eira
- Bentleigh 3204
- Bentleigh East 3165
- Caulfield 3162
- Caulfield East 3145
- Caulfield North 3161
- Caulfield South 3162
- Carnegie 3163
- Elsternwick 3185
- Glen Huntly 3163
- McKinnon 3204
- Murrumbeena 3163
- Ormond 3204

#### City of Kingston
- Aspendale 3195
- Aspendale Gardens 3195
- Braeside 3195
- Carrum 3197
- Chelsea 3196
- Chelsea Heights 3196
- Cheltenham (auch City of Bayside) 3192
- Clarinda 3169
- Clayton South 3169
- Dingley Village 3172
- Edithvale 3196
- Heatherton 3202
- Mentone 3194
- Moorabbin 3189
- Moorabbin East 3189
- Moorabbin Airport 3194
- Mordialloc 3195
- Patterson Lakes 3197

#### Shire of Mornington Peninsula
- Arthurs Seat 3936
- Balnarring 3926
- Balnarring Beach 3926
- Baxter 3911
- Bittern 3918
- Blairgowrie 3942
- Boneo 3939
- Cape Schanck 3939
- Crib Point 3919
- Dromana 3936
- Flinders 3929
- Hastings 3915
- HMAS Cerberus 3920
- Main Ridge 3928
- Merricks 3916
- Merricks Beach 3926
- Merricks North 3926
- Moorooduc 3933
- Mornington 3931
- Mount Eliza 3930
- Mount Martha 3934
- Point Leo 3916
- Portsea 3944
- Red Hill 3059
- Red Hill South 3937
- Rosebud 3939
- Rosebud West 3940
- Rye 3941
- Safety Beach 3936
- Shoreham 3916
- Somers 3927
- Somerville 3912
- Sorrento 3943
- Tootgarook 3941
- Tyabb 3913

#### City of Stonnington
- Armadale 3143
- Glen Iris (auch City of Boroondara) 3146
- Kooyong 3144
- Malvern 3144
- Malvern East 3145
- Prahran 3181
- South Yarra 3141
- Toorak 3142

### Westliche Vororte

#### City of Brimbank
- Ardeer 3022
- Cairnlea 3023
- Calder Park 3037
- Deer Park 3023
- Delahey 3037
- Derrimut (Victoria) 3030
- Kealba 3021
- Keilor (auch City of Hume) 3036
- Keilor Downs 3038
- Keilor North 3036
- Keilor Park 3042
- Kings Park 3021
- St. Albans 3021
- Sunshine 3020
- Sunshine North 3020
- Sunshine West 3020
- Sydenham 3037
- Taylors Lakes 3038

#### City of Hobsons Bay
- Altona 3018
- Altona East 3025
- Altona Meadows 3028
- Altona North 3025
- Brooklyn 3012
- Laverton 3028
- Newport 2106
- Spotswood 3015
- Williamstown 3016
- Williamstown North 3016

#### City of Maribyrnong
- Braybrook 3019
- Footscray 3011
- Footscray West 3012
- Maidstone 3012
- Maribyrnong 3032
- Yarraville 3013

#### Shire of Melton
- Burnside 3023
- Caroline Springs 3023
- Diggers Rest 3427
- Hillside 3037
- Kurunjang 3337
- Melton 3337
- Melton South 3338
- Melton West 3337
- Ravenhall 3023
- Rockbank 3335

#### City of Wyndham
- Hoppers Crossing 3029
- Laverton North 3026
- Laverton RAAF 3027
- Mambourin 3024
- Point Cook 3030
- Tarneit 3029
- Truganina 3029
- Werribee 3030
- Werribee South 3030
- Williams RAAF 3027
- Wyndham Vale 3024

## Land Victoria

### Landwirtschaftliche und regionale Städte

#### Rural City of Ararat
- Ararat
- Willaura

#### City of Ballarat
- Ballarat
- Sebastopol
- Wendouree

#### City of Greater Bendigo
- Bendigo
- Eaglehawk
- Golden Square

#### Rural City of Benalla
- Benalla

#### City of Greater Geelong
- Geelong
- Lara
- Leopold
- Ocean Grove

#### Rural City of Horsham
- Horsham
- Natimuk

#### Latrobe City
- Churchill
- Moe
- Morwell
- Traralgon

#### Rural City of Mildura
- Merbein
- Mildura
- Ouyen
- Red Cliffs

#### Queenscliffe Borough
- Point Lonsdale
- Queenscliff

#### City of Greater Shepparton
- Maroopna
- Shepparton
- Tatura

#### Rural City of Swan Hill
- Nyah West
- Robinvale
- Swan Hill

#### City of Warrnambool
- Dennington
- Warrnambool

#### Rural City of Wodonga
- Baranduda
- Wodonga

### Landwirtschaftliches Shires

#### Alpine Shire
- Bright
- Mount Beauty
- Myrtleford

#### Bass Coast Shire
- Cowes
- Inverloch
- Wonthaggi

#### Baw Baw Shire
- Drouin
- Trafalgar
- Warragul

#### Buloke Shire
- Birchip
- Charlton
- Donald

#### Campaspe Shire
- Pakenham
- Kyabram

#### Central Goldfields Shire
- Carisbrook
- Dunolly
- Maryborough

#### Colac Otway Shire
- Apollo Bay
- Colac

#### Corangamite Shire
- Camperdown
- Cobden (Victoria)
- Terang

#### East Gippsland Shire
- Bairnsdale
- Lakes Entrance
- Orbost

#### Gannawarra Shire
- Cohuna
- Kerang
- Koondrook

#### Glenelg Shire
- Casterton
- Heywood
- Portland

#### Golden Plains Shire
- Bannockburn
- Linton
- Meredith

#### Hepburn Shire
- Clunes
- Creswick
- Daylesford

#### Hindmarsh Shire
- Dimboola
- Jeparit
- Nhill

#### Indigo Shire
- Beechworth
- Chiltern
- Rutherglen

#### Loddon Shire
- Boort
- Pyramid Hill
- Wedderburn

#### Macedon Ranges Shire
- Gisborne
- Kyneton
- Lancefield
- Romsey
- Woodend

#### Mansfield Shire
- Mansfield
- Mount Buller

#### Mitchell Shire
- Broadford
- Kilmore
- Seymour
- Wallan

#### Moira Shire
- Cobram
- Numurkah
- Yarrawonga

#### Moorabool Shire
- Bacchus Marsh
- Ballan

#### Mount Alexander Shire
- Castlemaine
- Maldon
- Newstead

#### Moyne Shire
- Allansford
- Koroit
- Mortlake
- Port Fairy

#### Murrindindi Shire
- Alexandra
- Eildon
- Kinglake
- Yea

#### Northern Grampians Shire
- Halls Gap
- St Arnaud
- Stawell

#### Pyrenees Shire
- Avoca
- Beaufort

#### South Gippsland Shire
- Korumburra
- Leongatha
- Mirboo North

#### Southern Grampians Shire
- Coleraine
- Hamilton
- Penshurst

#### Strathbogie Shire
- Avenel
- Euroa
- Strathbogie
- Violet Town

#### Surf Coast Shire
- Anglesea
- Aireys Inlet
- Lorne
- Torquay
- Winchelsea

#### Towong Shire
- Corryong
- Tallangatta

#### Wangaratta Rural City
- Glenrowan
- Wangaratta

#### Wellington Shire
- Heyfield
- Maffra
- Sale
- Yarram

#### West Wimmera Shire
- Edenhope
- Kaniva

#### Yarriambiack Shire
- Hopetoun
- Murtoa
- Warracknabeal